# Clinodiplosis
Clinodiplosis is een muggengeslacht uit de familie van de galmuggen (Cecidomyiidae).

## Soorten
- C. aestiva (Felt, 1908)
- C. agraria (Felt, 1908)
- C. apicis (Kieffer, 1913)
- C. apocyni (Felt, 1908)
- C. araneosa Felt, 1912
- C. botularia (Winnertz, 1853)
- C. canadensis (Felt, 1911)
- C. captiva (Felt, 1908)
- C. carolina (Felt, 1911)
- C. cattleyae (Molliard, 1903)
- C. cilicrus (Kieffer, 1889)
- C. cincta (Felt, 1918)
- C. cingulata (Winnertz, 1853)
- C. clarkei (Felt, 1911)
- C. contariniperda (Del Guercio, 1918)
- C. contracta (Felt, 1908)
- C. corticis (Felt, 1915)
- C. corylifolia (Felt, 1907)
- C. cyanococci (Felt, 1907)
- C. examinis Felt, 1913
- C. fibulata (Felt, 1908)
- C. fulva (Felt, 1918)
- C. gillettei (Felt, 1911)
- C. graminis (Fitch, 1861)
- C. holotricha (Felt, 1908)
- C. ilicicola (Del Guercio, 1918)
- C. infirma (Felt, 1908)
- C. intermedia (Felt, 1920)
- C. invocata (Winnertz, 1853)
- C. lappa (Stebbins, 1910)
- C. latibulorum (Winnertz, 1853)
- C. lenis (Felt, 1920)
- C. longicornis (Felt, 1918)
- C. meibomiifoliae (Beutenmüller, 1907)
- C. modesta (Felt, 1908)

- C. mutabilis (Winnertz, 1853)
- C. nidorum Kieffer, 1913
- C. obscura (Felt, 1908)
- C. oleracei Rübsaamen, 1917
- C. paucifili (Felt, 1908)
- C. phlox (Greene, 1941)
- C. populi (Felt, 1908)
- C. pratensis Felt, 1908
- C. pyricola (Nordlinger, 1855)
- C. rhododendri (Felt, 1939)
- C. robusta (Felt, 1908)
- C. rubida (Felt, 1918)
- C. rubisolita Felt, 1908
- C. sanguinea (Felt, 1908)
- C. setariae (Felt, 1907)
- C. socialis (Winnertz, 1853)
- C. spiraeaflorae (Felt, 1907)
- C. spiraeina (Felt, 1911)
- C. tenuitas (Felt, 1908)
- C. terrestris (Felt, 1908)
- C. tsugae (Felt, 1907)
- C. uliginosa (Felt, 1914)
- C. variabilis (Felt, 1908)
- C. venitalis (Felt, 1914)
- C. verbenae (Beutenmüller, 1907)